# 経営シミュレーションゲーム

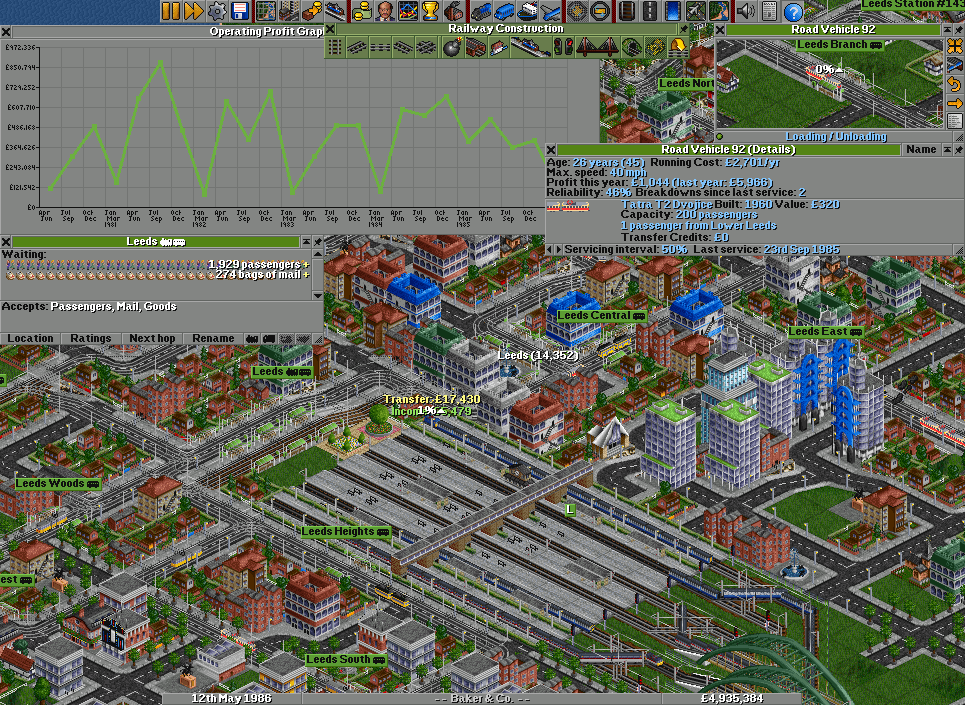
運輸会社を経営するゲームOpenTTD

経営シミュレーションゲーム （けいえいシミュレーションゲーム） とは、都市や企業等の経営を行うシミュレーションゲームである。主なジャンルは都市、鉄道、遊園地、博物館、コンビニエンスストア、ファミリーレストラン、ラーメン店、運送業、学校、解体業、ビルやマンションなど様々である。

## 主な経営シミュレーションゲーム（プラットホーム別）
尚、様々なプラットホームにて公開されている作品は特記している。

### パソコン用のもの
- A列車で行こうシリーズ - 初代A列車でいこう～A列車で行こうIV、A列車で行こう５、A列車で行こう The 21st Century、A列車で行こう7、A列車で行こう8、A列車で行こう９、みんなのA列車で行こうPC、A列車で行こう はじまる観光計画
- ザ・コンビニ
- ザ・ファミレス - ザ・ファミレス ～あの町を独占せよ～
- テーマパーク - テーマパーク、新テーマパーク、テーマパークワールド、（株）テーマパーク
- テーマホスピタル
- テーマアクアリウム（移植版）
- エアーマネジメント - エアーマネジメント 大空に賭ける、エアーマネジメント'96
- トップマネジメント
- シムシティシリーズ
- タイクーンシリーズ
- ザ・タワー
- トロピコ
- キャピタリズムII
- バーガーバーガー
- しろつく
- Mr.CEO
- セガガガ
- カイロソフト
- Planet Coaster
- Cities:Skylines
- Workers & Resources: Soviet Republic

### ゲーム機用のもの
- A列車で行こうシリーズ
  - 初代A列車で行こう（ファミリーコンピュータ）
  - A.IV.EVOLUTION（PlayStation）
  - A.IV.EVOLUTION GLOBAL（PlayStation、PlayStation 3、PlayStation Portable）
  - A列車で行こう5 家庭用版（PlayStation (ゲーム機) PlayStation、PlayStation 3、PlayStation Portable）
  - A列車で行こうZ -めざせ!大陸横断-（PlayStation (ゲーム機) PlayStation）
  - リサと一緒に大陸横断 〜A列車で行こう〜（PlayStation Portable）
  - A列車で行こう6（PlayStation 2）
  - A列車で行こう2001（PlayStation 2）
  - A列車で行こうHX（Xbox 360）
  - A列車で行こうDS（ニンテンドーDS、ニンテンドー3DS）
  - A列車で行こうExp.（PlayStation 4、PlayStation VR）
  - A列車で行こう3D（ニンテンドー3DS）
  - A列車で行こう3D NEO（ニンテンドー3DS）、
  - A列車で行こう はじまる観光計画（Nintendo Switch）
  - A列車で行こう ひろがる観光ライン（Nintendo Switch）
- 学校をつくろう!!シリーズ
- どうぶつの森シリーズ
- 牧場物語シリーズ